# 柳沢徹隆
柳沢 徹隆（やなぎさわ てつりゅう、1894年（明治27年）11月30日 - 1972年（昭和47年）9月9日）は、日本の政治家。新潟県直江津市（現・上越市）長（2期）。

## 経歴
新潟県中頸城郡直江津町（のち直江津市、現・上越市）に生まれる。1921年、東京帝国大学法学部卒。1929年、直江津町会議員となり、1947年、同議長となる。1954年、直江津町の市制施行により直江津市議会となり、初代議長となる。1955年、直江津市長選挙に立候補し、当選する。市長は1962年まで2期務めた。
このほか公民館長や消防団長、上越医療連合会会長、南部海区漁業調査委員会会長、新潟県漁業調査委員会副会長なども歴任した。
1972年死去。